# Zagłębie Ruhry

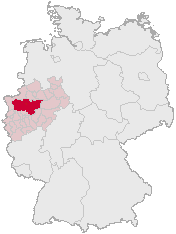
Położenie Zagłębia Ruhry w Niemczech

Zagłębie Ruhry (niem. Ruhrgebiet) – zagłębie przemysłowe w Niemczech, w kraju związkowym Nadrenia Północna-Westfalia. Położone jest nad rzeką Ruhrą, a także w pobliżu rzeki Ren. Powierzchnia Zagłębia Ruhry w oficjalnych granicach wynosi 4435 km², zaludnienie: 5 147 820 mieszkańców (stan na: 31.12.2022), gęstość zaludnienia: 1160,7 os./km².
Oficjalnie do Zagłębia Ruhry zalicza się gminy wchodzące w skład Komunalnego Związku Zagłębia Ruhry (niem. Kommunalverband Ruhrgebiet), od dnia 1 października 2004 przemianowanego na Regionalny Związek Zagłębia Ruhry (niem. Regionalverband Ruhr). Największe miasta to: Dortmund, Essen, Duisburg, Bochum, Gelsenkirchen, Oberhausen, Hagen, Hamm, Mülheim an der Ruhr, Herne, Recklinghausen, Bottrop.
Wraz z przylegającymi miastami: Wuppertal, Düsseldorf, Mönchengladbach, Leverkusen, Kolonią i Bonn jest największą konurbacją Niemiec o zaludnieniu łącznie szacowanym na ok. 10–12 mln mieszkańców.
W Zagłębiu Ruhry znajdują się jedne z największych na świecie złóż węgla kamiennego, soli kamiennej, rudy cynku i ołowiu. Dobrze rozwinięty przemysł: ciężki (hutnictwo żelaza i stali, metali nieżelaznych), zbrojeniowy, chemiczny (głównie petrochemiczny i kosmetyczny), elektroniczny, środków transportu, włókienniczy, spożywczy.
Gęsta sieć transportowa: kolejowa, drogowa, śródlądowa (kanały: Datteln-Hamm, Dortmund-Ems, Rhein-Herne, Wesel-Datteln) tworzy połączenie z Morzem Północnym oraz z Holandią, Belgią i Francją.

## Historia

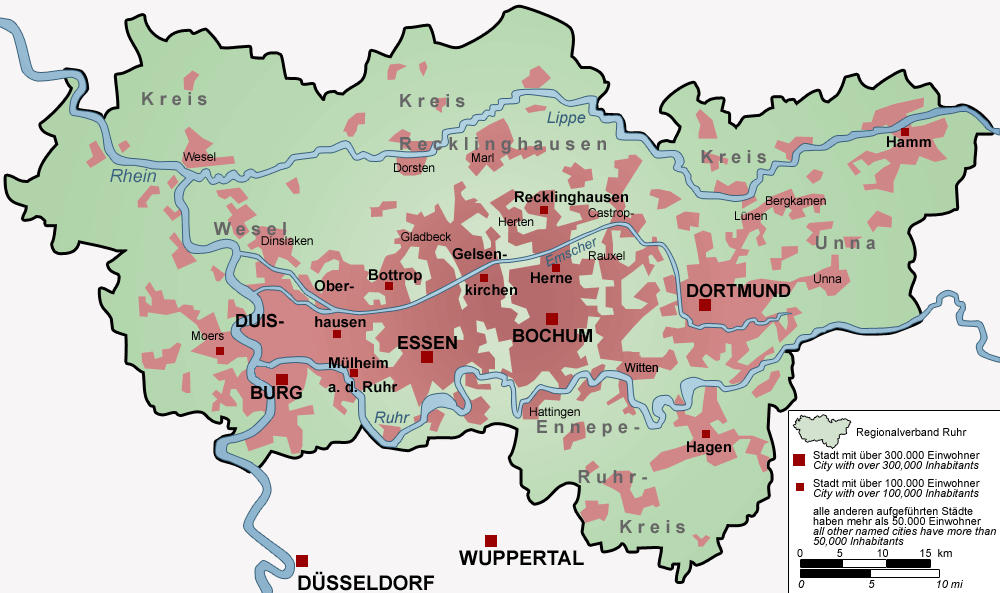
Mapa Zagłębia Ruhry

Zagłębie Ruhry było celem masowej emigracji zarobkowej Polaków (tzw. Ruhrpolen). W XIX w., przyjechało ich tam wtedy ok. 500 tys. Powstawały tu polskie organizacje i przedsiębiorstwa, a w międzywojniu nawet popularny klub piłkarski FC Schalke 04 był nazywany klubem polaczków. 
W 1923, w związku z niewykonywaniem przez Republikę Weimarską postanowień traktatu wersalskiego, wojska Francji i Belgii okupowały Zagłębie Ruhry. Pod koniec II wojny światowej Zagłębie Ruhry stało się areną bitwy, w której wojska amerykańskie wzięły do niewoli 370 tys. żołnierzy niemieckich.

### Restrukturyzacja
W latach 60. XX wieku rozpoczęto w Zagłębiu Ruhry proces restrukturyzacji. Jego główną przyczyną był postęp technologiczny, który spowodował, że w miejscu tradycyjnych gałęzi przemysłu zaczął rozwijać się przemysł high-tech. Wzrosło także znaczenie sektora usług – głównie turystycznych i naukowo-badawczych. Obecnie dawne obiekty przemysłowe przekształcają się w centra handlowe i artystyczne. Dzięki procesowi restrukturyzacji nastąpiła także znaczna poprawa stanu środowiska przyrodniczego.